# Józef Okołowicz
Józef Jan Okołowicz (ur. 1876 w Kosowie, zm. 3 kwietnia 1923 w Warszawie) – polski dziennikarz, działacz na rzecz polskiej emigracji, konsul RP w Montrealu (1919–1922).

## Życiorys
W 1892 założył „Przegląd Emigracyjny” we Lwowie. W 1896 odbył podróż do Brazylii i do 1912 przebywał w stanie Parana badając możliwości kolonizacyjne. Redagował ukazującą się w Kurytybie „Gazetę Polską”. Następnie utworzył Polskie Towarzystwo Emigracyjne, którego był naczelnym dyrektorem w Krakowie. W tym charakterze działał na rzecz polskich emigrujących. Działalność PTE przerwał wybuch I wojny światowej w 1914.
Po odzyskaniu przez Polskę niepodległości tworzył Sekcję Emigracji i Pośrednictwa przy Ministerstwie Opieki Społecznej. Od listopada 1919 do lipca 1922 pełnił funkcję konsula RP w Montrealu. Po powrocie z Kanady został dyrektorem Urzędu Emigracyjnego w Warszawie, które sprawował do śmierci. Był uważany za znawcę polskiej emigracji zamorskiej. 
Zmarł 3 kwietnia 1923 w Warszawie w wieku 47 lat. Został pochowany na Cmentarzu Powązkowskim w Warszawie.

## Publikacje
- Polsko-Amerykański Kalendarz dla Wychodźców na rok 1910 (1909)[7]
- Na morzu (1910)[8]
- Wskazówki dla wychodźców udających się do Ameryki oraz rozmówki polsko-angielskie (1910)[9]
- Poradnik dla robotników rolnych udających się na obczyznę (1910)[10]
- Kalendarz Emigracyjny na rok 1912 (1912)[11]
- Ważne wskazówki dla wychodźców, jadących przez Galicyę (1912)[12]
- Dr Leopold Caro a P. T. E. (1914)[13]
- Wychodźtwo i osadnictwo polskie przed wojną światową (1920)[14][15]

Był wydawcą „Polskiego Przeglądu Emigracyjnego”, redaktorem „Biuletynu Polskiego Towarzystwa Emigracyjnego”.